# Carole Martinez
Carole Martinez (Créhange, 10 novembre 1966) è una scrittrice francese.

## Biografia
Nata nel 1966 a Créhange, dopo gli inizi in campo teatrale come commediografa, ha scritto per riviste aziendali e insegnato letteratura francese per dieci anni.
Approfittando di un congedo parentale, ha iniziato a lavorare al suo primo romanzo, Il cuore cucito, uscito nel 2007 e ispirato ai racconti e le leggende tramandate della nonna di origine spagnola.
Autrice di altri due romanzi, un racconto per ragazzi e un fumetto, ha ricevuto numerosi premi tra i quali l'ultimo, in ordine di tempo è stato il Prix Goncourt des lycéens nel 2011 per La vergine dei sussurri di ambientazione medievale.

## Opere principali

### Romanzi
- Il cuore cucito (Le coeur cousu, 2007), Milano, Mondadori, 2007 traduzione di Teresa Albanese ISBN 978-88-04-58899-3.
- La vergine dei sussurri (Du domaine des Murmures, 2011), Milano, Mondadori, 2013 traduzione di Teresa Albanese ISBN 978-88-04-62452-3.
- La terre qui penche (2015)

### Letteratura per ragazzi
- Le Cri du livre (1998)

### Fumetti
- Bouche d'ombre (2014-2017)

## Alcuni riconoscimenti
- Prix Renaudot des lycéens: 2007 per Il cuore cucito
- Prix Ulysse: 2007 per Il cuore cucito
- Prix Goncourt des lycéens: 2011 per La vergine dei sussurri